# 산리쿠 철도 미나미리아스선
산리쿠 철도 미나미리아스 선(일본어: 三陸鉄道南リアス線)은 이와테현 오후나토시의 사카리역과 같은 현 가마이시시의 가마이시역을 잇는 산리쿠 철도의 철도 노선이다. 일본국유철도(국철)의 노선인 사카리 선(일본어: 盛線)과 일본철도건설공단이 개통시킨 구간을 산리쿠 철도가 인계해 받은 것이다.
게센누마 선·오후나토 선·야마다 선·기타리아스 선·하치노헤 선과 함께 산리쿠 종관선을 구성하고 있다. 태평양에 접한 산리쿠 해안을 달리는 노선이지만 대부분은 터널로 가려져 있어 바다가 보이는 곳은 역 근처정도이다. 연선의 해안은 노선명대로 리아스식 해안이다.

## 운행 형태
2011년 3월 11일의 도호쿠 지방 태평양 해역 지진으로 전 구간이 불통 상태였으나, 2014년 4월경에 모든 선의 복구가 마쳤다. 지진 전에는 사카리 - 가마이시 구간의 보통열차를 중심으로 야마다 선을 경유해 기타리아스 선의 구지 역까지 운행하는 열차가 1일 1왕복 설정되어 있었다. 이 외에 리아스 시 라이너등 산리쿠 종관선을 직통하는 임시열차도 설정되어 있었다.
사카리 - 가마이시 구간의 열차는 미나미리아스 선 운행 본부 소속의 36-100형 기동차가, 사카리 - 구지 구간의 열차는 기타리아스 선 운행 본부 소속의 36-100·200·1100·1200형 기동차가 사용되었다. 2009년 3월 14일의 다이어 개정 이전에는 JR 동일본의 모리오카 차량 센터 소속 키하 100계 기동차가 운행되었지만, 직통 운전이 폐지되면서 미나미리아스 선 내에서의 운용은 소멸했다.
임시 열차를 제외한 모든 열차가 원맨 운전으로 운행했다. 키하 100계로 운전된 열차의 경우, 운임통을 사용하지 않고 운전사가 직접 운임을 징수했다. 또한 미나미리아스 선만 운행하는 열차는 기본적으로 1량 편성이었다.

## 역사
개정 철도부설법 별표 제7호가 규정하는 예정선 '이와테 현 야마다에서 가마이시를 거쳐 오후나토에 이르는 철도'(일본어: 岩手県山田ヨリ釜石ヲ経テ大船渡ニ至ル鉄道)의 일부로, 야마다(리쿠추야마다) - 가마이시 구간은 1939년에 가마이시 선의 일부로, 오후나토 - 사카리 구간은 1935년에 오후나토 선의 일부로, 사카리 - 요시하마 구간은 1970년과 1973년에 사카리 선으로 개통되었다. 그러나, 국철 재건법에 의해 사카리 선이 제1차 특정지방교통선으로 지정되어, 일본철도건설공단이 건설중이던 요시하마 - 가마이시 구간은 공사가 중단되었지만, 이와테 현등이 중심으로 설립한 제3섹터 방식의 회사 산리쿠 철도가 기존의 구간을 포함해 인계받기로 하면서 공사를 재개했고 1984년 4월 1일 사카리 선이 산리쿠 철도로 전환되면서 동시에 미나미리아스 선으로 개업했다.

### 연표
- 1970년 3월 1일 : 사카리 선으로서 사카리 - 료리 구간(9.1km)가 개통되었다. 리쿠젠아카사키 역과 료리 역이 개업했다.
- 1973년 7월 1일 : 료리 - 요시하마 구간(12.5km)가 연장 개통되었다. 호레이 역·산리쿠 역·요시하마 역이 개업했다.
- 1984년 4월 1일 : 산리쿠 철도 미나미리아스 선으로서 사카리 - 가마이시 구간(36.6km)가 일본국유철도에서 산리쿠 철도로 전환되어 개업했다. 요시하마 - 가마이시 구간(15.0km)는 새로 개통되었다. 도니 역과 헤이타 역이 개업했다.
- 1985년 10월 16일 : 고이시하마 역이 개업했다.
- 1986년 7월 26일 : 료리 - 고이시하마 구간에 시라하마카이간 임시역이 개업했다. 1992년까지 여름에만 영업했다.
- 1994년 2월 22일 : 고이시하마 - 호레이 구간에 강풍에 의한 열차 전복 사고가 발생했다.
- 2009년 7월 20일 : 고이시하마(일본어: 小石浜)역이 한자를 恋し浜(고이시하마)로 개칭했다.
- 2011년
  - 3월 11일 : 도호쿠 지방 태평양 해역 지진에 의한 피해로 전 구간이 불통 상태가 되었다.
  - 6월 24일 : 동일본 대지진이 발생한 이후 요시하마 - 도니 구간의 구와다이 터널에 유치해뒀던 차량을 점검 및 정비를 위해 요시하마 역까지 자력 회송했다.
- 2013년 4월경 : 사카리 - 요시하마 구간(21.6km)가 영업을 재개할 예정이다.
- 2014년 4월 5일 : 요시하마 - 가마이시 구간(15.0km)을 마지막으로 전 구간이 운행재개에 들어간다.

## 역 목록
모든 역이 이와테현에 위치한다.
- 전 구간 단선이며, ◇는 교행 가능역, ｜은 교행 불가능역을 뜻한다.

| 역명           | 일본어 역명 | 선로 | 접속 노선             | 역간 거리 | 누적 거리 | 소재지     |
| -------------- | ----------- | ---- | --------------------- | --------- | --------- | ---------- |
| 사카리         | 盛          | ｜   | 오후나토 선           | 0.0       | 0.0       | 오후나토시 |
| 리쿠젠야마사키 | 陸前山崎    | ｜   | 오후나토 선           | 3.7       | 3.7       | 오후나토시 |
| 료리           | 綾里        | ◇    | 오후나토 선           | 5.4       | 9.1       | 오후나토시 |
| 고이시하마     | 恋し浜      | ｜   | 오후나토 선           | 2.9       | 12.0      | 오후나토시 |
| 호레이         | 甫嶺        | ｜   | 오후나토 선           | 2.3       | 14.3      | 오후나토시 |
| 산리쿠         | 三陸        | ◇    | 오후나토 선           | 2.7       | 17.0      | 오후나토시 |
| 요시하마       | 吉浜        | ｜   | 오후나토 선           | 4.6       | 21.6      | 오후나토시 |
| 도니           | 唐丹        | ◇    | 오후나토 선           | 6.1       | 27.7      | 가마이시시 |
| 헤이타         | 平田        | ｜   | 5.4                   | 33.1      |           | 가마이시시 |
| 가마이시       | 釜石        | ｜   | 가마이시 선·야마다 선 | 3.5       | 36.6      | 가마이시시 |